# Snydekoder
Snydekoder er "hemmelige" tastetryk eller andet, som giver "ufine" fordele i spil på spillekonsoller eller computere, eksempelvis usårlighed eller ubegrænsede mængder af ellers begrænset ammunition.
Sådanne koder "indbygges" i spillene af spil-programmørerne for at have nem adgang til dele af spillet som den normale/ærlige spiller ellers kun sjældent ville nå frem til; disse dele skal jo afprøves og testes lige så grundigt som alle andre dele af spillet. Normalt plejer programmørerne at "lække" oplysningerne om disse snydekoder til offentligheden via internettet.

En af de allerførste eksempler på en snydekode er den berømte Konami Kode, som blev brugt i tidlige arkadespil